# 파랑주의보
파랑주의보는 2005년 12월 22일 개봉한 한국 영화이다. 일본에서 대히트한 영화 "세상의 중심에서 사랑을 외치다 (영화)"를 리메이크, 한국의 정서에 맞게 각색한 작품이다. 다음 해 2006년 8월 26일 일본에서 개봉하였다.

## 개요
송혜교의 영화 데뷔작으로, 한국에서는 저조한 흥행 성적을 기록하며 혹평을 받았다. 일본의 영화 "세상의 중심에서 사랑을 외치다 (영화)"를 리메이크하는 형태였기 때문에, 극중 등장하는 에피소드 등도 일본 영화판과 비슷하다. 그러나 스토리 전개 자체는 원작 소설의 내용을 전개하고 있기 때문에, 영화판의 "후지무라 리츠코"역은 거의 등장하지 않는다. 또한, 몇 가지 설정이 한국풍으로 대체되었다.(수호 할아버지의 직업 등)
또한 차태현은 일본 개봉을 앞두고 영화 "세상의 중심에서 사랑을 외치다 (영화)"의 주제가인 히라이 켄의 '눈을 감고'를 한국어로 직접 불렀다.

## 내용
고등학교 2학년 동갑내기 친구 수호와 수은은 중학교 때부터 알고 지낸 사이이다. 공부도 외모도 평범하지만 속 깊고 착한 수호와 달리 수은은 교내 인기 최고의 퀸카이다. 하지만 그런 수은이 오랫동안 짝사랑했던 상대는 바로 수호이다. 어느 날 수은은 굳게 결심하고 수호에게 접근하며 관심을 보이고, 수은과 수은이 함께 다니는 모습에 학교에서는 난리법석이 된다. 평소 수은을 짝사랑했던 남학생들의 질투어린 시선을 받게 된다. 수호는 위기를 맞게 되지만, 정작 수은이 자신을 좋아하는 마음을 알지 못하는데...

## 캐스팅
- 차태현 : 김수호 역
- 송혜교 : 배수은 역
- 이순재 : 김만금 역
- 박효준 : 오성진 역
- 김영준 : 김혜성 역
- 송창의 : 박종구 역
- 김신영 : 김지호 역
- 한명구 : 수은 아버지 역
- 오정원 : 수은 어머니 역
- 윤희원 : 과거 만금 역
- 문정희 : 순임 / 순임 딸 역
- 문원주 : 영구 역
- 우상전 : 노 선생님 역
- 김윤석 : 생물 선생님 역
- 한대석 : 매표소 아저씨 역
- 이주석 : 의사 역
- 유인수 : 박씨 노인 역
- 최우혁 : 어린 수호 / 어린 수호 부 역
- 김록경 : 영구 똘마니 1 역
- 이문세 : 별밤지기 (목소리) 역
- 옥주현 : 수은 학교 친구 (목소리) 역
- 김해숙 : 수호 모 역 (특별출연)
- 김지영 : 민박집 주인 역 (특별출연)

## 제작진
- 감독 : 전윤수
- 제작 : 정훈탁
- 제공 : IMM 영상콘텐츠 투자조합
- 기획 : 엄주영
- 각본 : 황성구
- 각색 : 전윤수, 장문일
- 촬영 : 박희주
- 편집 : 박곡지, 이창영
- 음악 : 이동준
- 미술 : 오규택
- 소품 : 장석훈
- 녹음 : 강주석
- 조명 : 서정달
- 조감독 : 조현수
- 제작사 : 아이필름
- 배급 : 아이러브시네마

## 주요 촬영지
한국판에서는 2005년 8월 중순부터 10월 말까지 거제도를 주무대로 제작되었고, 학동 거제브레이크타임 펜션 학동 몽돌해변을 비롯해 학동마을, 남부면 다포리, 여차마을, 다대마을, 다포마을, 저구리, 장승포 여객선터미널, 문예회관 데크, 아트호텔 등에서 주로 촬영하였다.부산기계공고와 청사포 등에서도 촬영되었다.

## 같이 보기
- 세상의 중심에서 사랑을 외치다 - 원작의 소설, 영화, 텔레비전 드라마 소개.